# Nethinius sogai
Nethinius sogai là một loài bọ cánh cứng trong họ Cerambycidae.